# Petrus Magni Stalenus
Petrus Magni Stalenus, död 11 maj 1613 i Vadstena församling, Östergötland, han var en svensk kyrkoherde i Vadstena församling.

## Biografi
Stalenus blev 1600 rektor vid Vadstena trivialskola och 1609 blev han kyrkoherde i Vadstena församling. Stalenus avled 11 maj 1613 i Vadstena.

### Familj
Stalenus var gifte med Margareta Ericsdotter.